# آرامگاه کائو کائو
مقبره کائو کائو، همچنین شناخته شده با نام مقبره گائولینگ کائو وی و آرامگاه شیگائوشوئه شماره ۲، یک آرامستان در روستای شیگائوشوئه، شهر آنیانگ، استان هنان، چین است.